# Fântânele (Prahova)
Fântânele é uma comuna romena localizada no distrito de Prahova, na região de Muntênia. A comuna possui uma área de  km² e sua população era de 2294 habitantes segundo o censo de 2007.